# Robert Leffler (konstnär)

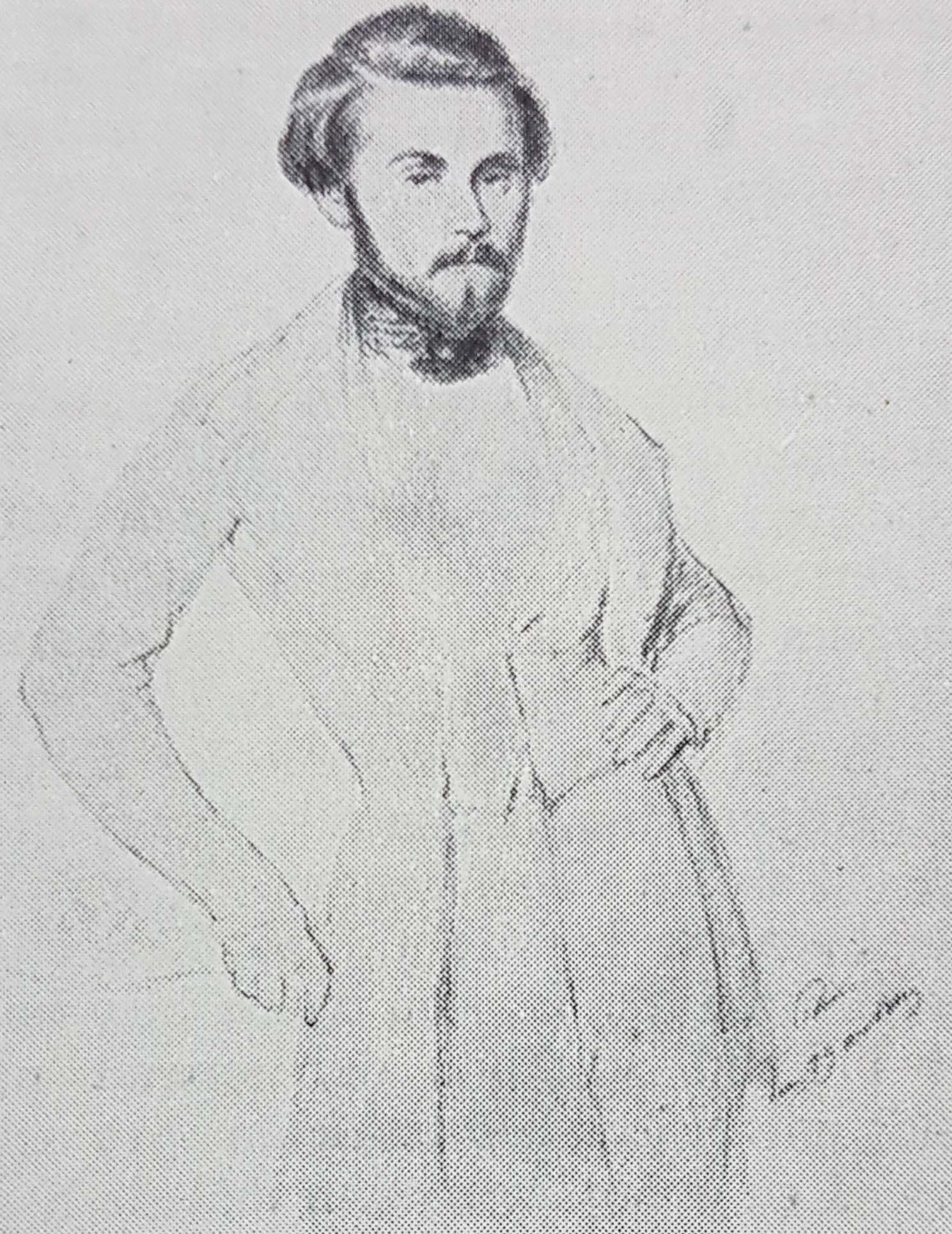
Robert Leffler (konstnär)

Niclas Robert Leffler, född 17 januari 1811 i Göteborg, död där 1853, var en svensk målare. Han var son till Niclas Leffler. 
Leffler var på 1830-talet elev på Konstakademien i Stockholm, begav sig omkring 1840 till Paris och uppehöll sig länge där, huvudsakligen sysselsatt med genrekompositioner och eldskenseffekter. Han förlorade emellertid snart nog sin arbetskraft. Hans tavlor är mycket sällsynta (en fanns hos professor Gösta Mittag-Leffler).